# Jordan Matyas
Pas d'image ? Cliquez ici

b Matchs officiels uniquement.
Jordan Matyas, née Jordan Gray le 2 juillet 1993 à Las Vegas (États-Unis), est une joueuse internationale américaine de rugby à XV évoluant au poste de troisième ligne aile.
Elle est mariée avec Ryan Matyas (en).

## Biographie
Jordan Gray naît le 2 juillet 1993 à Las Vegas aux États-Unis.
En août 2018, elle se marie avec le joueur international américain de rugby à XV et international de rugby à sept Ryan Matyas (en).
Elle est retenue en septembre 2022 pour disputer sous les couleurs des États-Unis la Coupe du monde de rugby à XV en Nouvelle-Zélande.